# Dunaiv, Kremeneț
Dunaiv (în ucraineană Дунаів) este localitatea de reședință a comunei Dunaiv din raionul Kremeneț, regiunea Ternopil, Ucraina.

## Demografie
Componența lingvistică a localității Dunaiv
     Ucraineană (98,45%)
     Rusă (1,55%)
Conform recensământului din 2001, majoritatea populației localității Dunaiv era vorbitoare de ucraineană (98,45%), existând în minoritate și vorbitori de rusă (1,55%).